# New York Mini 10K
Der New York Mini 10K ist ein Volks- und Straßenlauf über 10 km in New York City, der jährlich Anfang Juni stattfindet. Er wird seit 1972 von den New York Road Runners (NYRR) veranstaltet und ist der älteste Frauenlauf weltweit.

## Geschichte
1972 wurde das Rennen als erster nur für Frauen ausgeschriebener Straßenlauf von Fred Lebow, dem Begründer des New-York-City-Marathons, und den Langstreckenlauf-Pionierinnen Nina Kuscsik und Kathrine Switzer ins Leben gerufen. Der erste Sponsor Johnson Wax hatte einen Marathonlauf für Frauen im Sinn, aber Lebow überzeugte ihn, dass eine kürzere Strecke attraktiver sei (im New-York-City-Marathon des Vorjahres waren lediglich drei Frauen am Start). In Anlehnung an den damals modischen Minirock und das Johnson-Produkt Crazylegs erhielt die Veranstaltung den Namen Crazylegs Mini Marathon. Bei der Erstaustragung über eine Strecke von 6 Meilen (9,656 km) gingen 78 Frauen an den Start, für die damalige Zeit eine außerordentlich hohe Teilnehmerinnenzahl.
Seit 1975 wird über die heutige Streckenlänge von 10 km gestartet.

## Strecke
Der Start ist auf der Avenue Central Park West. Auf der Höhe der 90th Street biegt man in den Central Park ein und folgt dem West Park Drive bis zu dessen Nordende. Danach geht es südwärts auf dem East End Drive zum Ziel an der Tavern on the Green.

## Statistik

### Streckenrekord
- 30:29 min, Asmae Leghzaoui (MAR), 2002

### Siegerinnenliste
Quelle für Ergebnisse vor 1987: ARRS
| Datum         | Siegerin                   | Nation                 | Zeit  |
| ------------- | -------------------------- | ---------------------- | ----- |
| 11. Juni 2022 | Senbere Teferi             | Äthiopien              | 30:43 |
| 12. Juni 2021 | Sara Hall -2-              | Vereinigte Staaten     | 31:33 |
| 8. Juni 2019  | Sara Hall                  | Vereinigte Staaten     | 32:27 |
| 9. Juni 2018  | Mary Keitany -3-           | Kenia                  | 30:59 |
| 10. Juni 2017 | Mary Keitany -2-           | Kenia                  | 31:20 |
| 11. Juni 2016 | Jemima Jelagat Sumgong     | Kenia                  | 31:26 |
| 13. Juni 2015 | Mary Keitany               | Kenia                  | 31:15 |
| 14. Juni 2014 | Molly Huddle               | Vereinigte Staaten     | 31:37 |
| 8. Juni 2013  | Mamitu Daska               | Äthiopien              | 31:47 |
| 9. Juni 2012  | Edna Ngeringwony Kiplagat  | Kenia                  | 32:08 |
| 11. Juni 2011 | Linet Chepkwemoi Masai -2- | Kenia                  | 31:40 |
| 12. Juni 2010 | Linet Chepkwemoi Masai     | Kenia                  | 30:48 |
| 7. Juni 2009  | Rose Jerotich Kosgei       | Kenia                  | 32:43 |
| 7. Juni 2008  | Hilda Kibet                | Niederlande            | 32:43 |
| 9. Juni 2007  | Lornah Kiplagat -4-        | Niederlande            | 32:10 |
| 10. Juni 2006 | Lornah Kiplagat -3-        | Niederlande            | 31:27 |
| 11. Juni 2005 | Lornah Kiplagat -2-        | Niederlande            | 31:44 |
| 12. Juni 2004 | Deena Kastor               | Vereinigte Staaten     | 31:44 |
| 7. Juni 2003  | Lornah Kiplagat            | Kenia                  | 31:13 |
| 8. Juni 2002  | Asmae Leghzaoui            | Marokko                | 30:29 |
| 9. Juni 2001  | Paula Radcliffe            | Vereinigtes Königreich | 30:47 |
| 10. Juni 2000 | Tegla Loroupe -5-          | Kenia                  | 31:37 |
| 22. Mai 1999  | Tegla Loroupe -4-          | Kenia                  | 31:48 |
| 6. Juni 1998  | Kim Griffin                | Vereinigte Staaten     | 35:03 |
| 7. Juni 1997  | Tegla Loroupe -3-          | Kenia                  | 31:45 |
| 8. Juni 1996  | Tegla Loroupe -2-          | Kenia                  | 32:13 |
| 10. Juni 1995 | Delilah Asiago -2-         | Kenia                  | 31:22 |
| 4. Juni 1994  | Anne Marie Letko           | Vereinigte Staaten     | 31:52 |
| 12. Juni 1993 | Tegla Loroupe              | Kenia                  | 32:30 |
| 30. Mai 1992  | Liz McColgan               | Vereinigtes Königreich | 31:41 |
| 1. Juni 1991  | Delilah Asiago             | Kenia                  | 32:11 |
| 26. Mai 1990  | Judi St. Hilaire           | Vereinigte Staaten     | 32:36 |
| 24. Juni 1989 | Lynn Kanuka-Williams       | Kanada                 | 32:09 |
| 4. Juni 1988  | Ingrid Kristiansen -2-     | Norwegen               | 31:31 |
| 30. Mai 1987  | Lisa Martin                | Australien             | 32:49 |
| 31. Mai 1986  | Ingrid Kristiansen         | Norwegen               | 31:45 |
| 1. Juni 1985  | Francie Larrieu Smith      | Vereinigte Staaten     | 32:23 |
| 2. Juni 1984  | Grete Waitz -5-            | Norwegen               | 31:53 |
| 28. Mai 1983  | Anne Audain                | Neuseeland             | 32:23 |
| 31. Mai 1982  | Grete Waitz -4-            | Norwegen               | 32:00 |
| 30. Mai 1981  | Grete Waitz -3-            | Norwegen               | 32:44 |
| 31. Mai 1980  | Grete Waitz -2-            | Norwegen               | 31:00 |
| 2. Juni 1979  | Grete Waitz                | Norwegen               | 31:16 |
| 3. Juni 1978  | Martha White               | Vereinigte Staaten     | 33:29 |
| 4. Juni 1977  | Peg Neppel                 | Vereinigte Staaten     | 34:15 |
| 8. Mai 1976   | Julie Shea                 | Vereinigte Staaten     | 35:05 |
| 10. Mai 1975  | Charlotte Lettis           | Vereinigte Staaten     | 35:57 |
| 11. Mai 1974  | Doreen Ennis               | Vereinigte Staaten     | 36:46 |
| 12. Mai 1973  | Katherine Schrader         | Vereinigte Staaten     | 36:49 |
| 3. Juni 1972  | Jacqueline Dixon           | Vereinigte Staaten     | 37:02 |